# Преговори у Рамбујеу
Преговори у Рамбујеу су били вођени ради потписивања предложеног мировног споразума између Савезне Републике Југославије (СРЈ) и делегације која је представљала већинско албанско становништво Косова и Метохије. Предложени споразум је саставио НАТО, а преговори су названи по дворцу Рамбујеу у истоименом граду код Париза, где су и вођени преговори почетком 1999. Између осталог, споразум је захтевао 30.000 мировних трупа НАТО на Косову и Метохији, несметано право пролаза за НАТО трупе на територији СРЈ и имунитет за НАТО и његове агенте на правни систем СРЈ. НАТО је искористио одбијање СРЈ да потпише споразум као оправдање за бомбардовање Југославије 1999, које је и даље контроверзна тема.

## Касније анализе преговора
У коментару објављеном за штампу, бивши државни секретар САД Хенри Кисинџер је изјавио:
Текст из Рамбујеа, којим се Србија позива да прими НАТО трупе широм Југославије, био је провокација, изговор за почетак бомбардовања. Рамбује није документ који би било који Србин могао да прихвати. Био је то ужасан дипломатски документ који никада није требало да буде представљен у том облику.— Хенри Кисинџер, The Daily Telegraph, 28. јун 1999.
 Историчар Кристофер Кларк подржао је Кисинџерово гледиште, тврдећи да услови аустроугарског ултиматума Србији из 1914. изгледају блажи у поређењу са захтевима НАТО.
Бивши сарадник Стејт департмента за Југославију, Џорџ Кени, известио је у мају 1999. да је високи званичник Стејт департмента незванично обавестио новинаре да „[ми] намерно постављамо лествицу више него што би Срби могли да прихвате”.
За Србе би потписивање споразума из Рамбујеа заправо значило укидање целокупног суверенитета над Косовом и Метохијом. То чак није ни био предлог „узми или остави”, као што је државна секретарка Мадлен Олбрајт нагласила још у фебруару 1999, него је то било „потпиши или те бомбардују”. У ствари, није било никаквих преговора и ниједна суверена, независна држава не би потписала споразум из Рамбујеа.
У књизи Пут у Рамбује др Предраг Симић наводи да су спорне одредбе преговора биле војно присуство НАТО у СРЈ и одржавање референдума о независности на Косову и Метохији, после три године.